# Séisme de 1983 à Erzurum
Le séisme de 1983 à Erzurum, aussi appelé séisme d'Erzurum ou tremblement de terre d'Erzurum, est un séisme de magnitude 6.9 sur l'échelle ouverte de Richter qui a frappé le 30 octobre 1983, à 07h12 heure locale (04h12 UTC) les provinces d'Erzurum et de Kars, au nord-est de la Turquie, notamment les villes d'Erzurum et de Kars.

## Cause
Le séisme a pour cause un mouvement le long de la faille nord-anatolienne.